# José Arregui
José Arregui Olaizola, conosciuto anche come Joxe Arregi (Azpeitia, 8 novembre 1952), è un teologo spagnolo originario dei Paesi Baschi.

## Biografia
Nato in una famiglia contadina, Arregui entrò a 15 anni nel convento dell'Ordine dei frati minori di Zestoa. Studiò poi teologia all'Institut catholique de Paris, dove conseguì prima la licenza e poi il dottorato. Insegnò al Seminario di Pamplona e poi alla Facultad de Teología del Norte de España a Vitoria. Nel 2010 il vescovo di San Sebastián, mons. José Ignacio Munilla, lo accusò di essere caduto in diverse eresie teologiche, per cui gli ritirò la licenza canonica per l'insegnamento e chiese ai suoi superiori francescani di imporgli alcuni mesi di silenzio. Arregui lasciò allora l'ordine francescano e il sacerdozio. In seguito insegnò alla Facultad de Ciencias Sociales y Humanas dell'Università di Deusto, continuando a scrivere libri e articoli di argomento religioso. Arregui ha scritto una ventina di libri, alcuni dei quali insieme ad altri autori. Ha fondato inoltre la rivista teologica Hemen. 

## Libri principali
- Hans Urs von Balthasar: Dos propuestas para el diálogo con las religiones, ESET, Gasteiz, 1997
- El exceso y la palabra. Reflexiones sobre la verdad de las declaraciones teológicas, ESET, Gasteiz, 1997
- Con Iñaki Beristain (coautore), Dios en las noticias, Idatz, San Sebastián, 2000
- Jesús de Nazaret Que hombre Que dios, Universidad de Deusto, Bilbao, 2000
- Huellas en el camino Historia religiosa, Universidad de Deusto, Bilbao, 2004
- Dios o no? Debate con el escritor ateo Edorta Jiménez, Alberdania, 2007
- Jesus Siglo XXI, Apuntes de Cristologia, Ediciones FeAdulta, 2011
- Revivir el evangelio, repensar el cristianesimo, Ediciones Feadulta, 2012
- Invitation a la esperanza, Editorial Horder, 2015
- Con Norbert Arnst e José Antunes da Silva (coautori), El Pacto de las Catacumbas, Verbo Divino Editorial, 2015
- Cristianesimo, Historia, mundo moderno, Nueva Utopía, Madrid, 2015

### Edizioni in italiano
- Gesù oggi. Cristologia in un mondo secolarizzato, ISG Edizioni, 2004
- José Arregi, L'Infinito prima di Dio, prefazione di Paolo Scquizzato, Gabrielli Editori, 2024, ISBN 978-88-6099-586-5.